# Dyacopterus spadiceus
Dyacopterus spadiceus é uma espécie de morcego da família Pteropodidae. Pode ser encontrada na Tailândia, Malásia, Indonésia e Filipinas.